# Verband Münchner Fußball-Vereine
Der Verband Münchner Fußball-Vereine (VMFV) war ein lokaler Fußballverband in der bayerischen Landeshauptstadt München. Er wurde am 1. Dezember 1899 von den Vereinen 1. Münchner FC 1896, FC Bavaria 1899 München und FC Nordstern 1896 München gegründet, aber bereits 1901 „aus Gründen lokaler Natur auf unbestimmte Zeit sistiert“. Am 7. Oktober 1904 erfolgte die nochmalige Gründung.

## Geschichte
Die fußballerische Entwicklung verlief in München (wie auch in ganz Bayern) im Gegensatz zu den anderen deutschen Großstädten wie Berlin, Hamburg/Altona, Bremen, Cöln oder Frankfurt in den Anfangsjahren sehr schleppend. Zwar hatten sich 1896 mit „Terra Pila“ und dem FC Nordstern die ersten Münchener Fußballvereine gebildet und einige weitere kamen neben Fußballabteilungen bei Turn-Vereinen hinzu, insgesamt hatte sich aber bis zur Jahrhundertwende in Bezug auf einen regelmäßigen Spielbetrieb in München sehr wenig getan. Immerhin wurde bereits im Februar 1901 ein Schiedsrichterkollegium gebildet.
Da der VMFV sistiert wurde, spielten die Vereine 1901/02 eine inoffizielle Stadtmeisterschaft aus. Weiterhin schrieb der FC Bayern München in den Spielzeiten 1901/02 (als inoffizielle Bayerische Meisterschaft) und 1902/03 für Münchener Vereine mit dem Pokal des FC Bayern einen Pokalwettbewerb aus. Durch die zwischenzeitliche Auflösung des Verbandes Münchner Fußball-Vereine wurde am 9. Oktober 1903 mit dem Münchner Fußball-Bund (MFB) ein konkurrierender Verband gegründet, der noch in der gleichen Saison eine Meisterschaft startete.
Als es im MFB zu Spannungen zwischen den reinen Fußballvereinen und den Turnvereinen mit Fußballabteilung kam, gründeten vier Vereine am 7. Oktober 1904 den VMFV neu. 1905 wurde ein Wanderpokal ausgespielt. Der Verband Münchner Fußball-Vereine hat sich Ende 1906 wieder aufgelöst, erscheint aber noch 1910 unter dem Titel der Sportzeitung „Der Rasensport“ als dessen offizielles Organ. Die Mitgliedsvereine nahmen alle in der darauffolgenden Saison wieder an den Punktspielen im Münchner Fußball-Bund teil.

## Meister des Verbandes Münchner Fußball-Vereine
- Saison 1900:
  - 1. Klasse: FC Bayern München
- Saison 1900/01:
  - 1. Klasse: nicht beendet
- Saison 1904/05:
  - Pokal: FC Bayern München[2]